# كين بولسين
كين بولسين (بالإنجليزية: Ken Poulsen) هو لاعب كرة قاعدة أمريكي، ولد في 4 أغسطس 1947 في فان نويس في الولايات المتحدة، وتوفي في 28 ديسمبر 2017.